# KU Возничего
KU Возничего (лат. KU Aurigae) — двойная затменная переменная звезда типа Алголя (EA) в созвездии Возничего на расстоянии (вычисленном из значения параллакса) приблизительно 3039 световых лет (около 932 парсеков) от Солнца. Видимая звёздная величина звезды — от +12,8m до +11,7m. Орбитальный период — около 1,3196 суток.

## Характеристики
Первый компонент — жёлто-белая звезда спектрального класса F5 или F8. Эффективная температура — около 6500 К.
Второй компонент — оранжевый субгигант спектрального класса K7. Эффективная температура — около 4000 К.